# Флинт, Катя
Катя Флинт (нем. Katja Flint; род. 11 ноября 1959, Штадтхаген, Нижняя Саксония, ФРГ) — немецкая актриса театра, кино и телевидения.

## Биография
Катя Флинт родилась в 1959 году в Штадтхагене. Её детство прошло в Германии и США. Получила актёрское образование, после чего работала в мюнхенском театре Residenztheater.
Дебютировала в кино в 1982 году. В 2000 году исполнила роль Марлен Дитрих в фильме «Марлен». В 2005 году появилась в мелодраме «Белая масаи». На телевидении известна воплощением образа Франциски Лугинсленд в нескольких детективах. В 2008 году была номинирована на премию Bavarian TV Awards. Всего снялась в более 100 фильмах и телесериалах. Также занимается фотографированием.

## Личная жизнь
Флинт была замужем за актёром Хайнером Лаутербахом с 1985 по 2001 год. У них есть сын Оскар 1988 года рождения. В течение пяти лет была в отношениях с продюсером и сценаристом Берндом Айхингером, в 2001—2006 годах с австрийским писателем Петером Хандке.

## Избранная фильмография
| Год  |    | Русское название                        | Оригинальное название                     | Роль              |
| ---- | -- | --------------------------------------- | ----------------------------------------- | ----------------- |
| 1976 | с  | Кёльнская встреча                       | Kölner Treff                              |                   |
| 1986 | ф  | Рай (нем.)                              | Paradies                                  | продавщица        |
| 1994 | ф  | Неубиваемые                             | Die Sieger                                | Мельба Дессауль   |
| 1996 | тф | Демократический террорист               | Den demokratiske terroristen              | Моника Рейнхольдт |
| 1996 | тф | Любовники Розмари                       | Das Mädchen Rosemarie                     | Кристин Бергманн  |
| 1997 | ф  | Каникулы на Майорке                     | Ballermann 6                              | Анна Мария        |
| 1998 | ф  | Вдовы. Сначала брак, потом удовольствие | Widows - Erst die Ehe, dann das Vergnügen |                   |
| 1999 | ф  | Меткий стрелок                          | Straight shooter                          | Регина Тоэл       |
| 2000 | ф  | Марлен                                  | Marlene                                   | Марлен Дитрих     |
| 2002 | тф | Молодой Казанова                        | Il giovane Casanova                       |                   |
| 2002 | ф  | Лето Ольги                              | Olgas Sommer                              |                   |
| 2003 | с  | Пастор Браун                            | Pfarrer Braun                             |                   |
| 2003 | тф | Любовь и желание                        | Liebe und Verlangen                       |                   |
| 2005 | ф  | Белая масаи                             | Die weiße Massai                          | Элизабет          |